# Henrietta Shore
Henrietta Mary Shore (22. ledna 1880 Toronto – 17. května 1963 San José) byla malířka narozená v Kanadě, která žila velkou část svého života ve Spojených státech, především v Kalifornii.

## Životopis
Narodila se v kanadském Torontu, rodičům Henrymu a Charlottě Shoreovým. Byla nejmladší ze sedmi dětí. Byla přitahována jak k malbě, tak k přírodě v mladém věku, připomínajíc: „Byla jsem na cestě domů ze školy a viděla jsem sama sebe, jak se můj portrét promítá do louže. Bylo to poprvé, co jsem viděla svůj obraz obklopený přírodou a najednou jsem měla ohromný pocit sounáležitosti – vlastně jsem byla součástí každého stromu a květiny. Byla jsem naplněna touhou vyjádřit, co jsem cítila prostřednictvím malby.“ Henriettina matka její umělecké ambice podporovala, ale radila jí, aby se naučila také praktické záležitosti. V patnácti letech, poté co začala studovat domácí školu, začala studovat malbu u kanadské impresionistky Laury Muntz Lyallové. Její práce z této doby jsou většinou žánrové scény a odpovídají trendu, který byl v té době v Torontu tradiční a populární.

### Toronto, Evropa a New York: 1900–1913
Mezi roky 1900 a 1913 Shore cestovala mezi Torontem, Evropou a New Yorkem. V té době byla zapsána v Newyorské umělecké škole a studovala u Williama Merritta Chase a Roberta Henriho a často trávila polovinu roku v New Yorku. Během této doby ovlivňovala díla Shoreové škola Ash Can School. Tento vliv je vidět například na obrazu Negro Women and Children (1910–1915). V této době si v kanadské umělecké komunitě Shore zasloužila pověst slibné mladé malířky. Přednášela, vystavovala v galeriích v Torontu a na skupinových výstavách v Paříži, Londýně a Liverpoolu.

### Los Angeles: 1913–1920
V roce 1913 se Shore odstěhovala z Toronta do jižní Kalifornie, aby se usadila v Los Angeles a stala se součástí malé, ale vlivné skupiny modernistů West Coast. Rychle se dostavil úspěch, získala stříbrné medaile na Panamsko-kalifornské výstavě v roce 1914 a v roce 1915 v San Diegu. Shore také vystavovala svá díla na výstavách Kalifornského uměleckého klubu, kde získala pozitivní recenze. Recenze publikovaná v roce 1916 ve Fine Arts Journal ji zařadila mezi „modernisty” a deklarovala ji jako jednu z nejlepších umělců skupiny, která studovala s Robertem Henrim. Recenzent její práce komentuje: „Slečna Shoreová spojuje svůj pigment s inteligencí a porozuměním a v její práci se objevuje znalost psychologie, technika i výsledek důkladného uměleckého vzdělání a vzácného uměleckého vnímání. Její výjimečné plátno, nazvané Matka a dítě, je bezpochyby jedním ze skutečných skvostů výstavy." V roce 1916 byla Shore zakládající členkou Společnosti moderního umění v Los Angeles, spolu s dalšími jako: Bert Cressey, Meta Cressey, Helena Dunlapová, Edgar Kellar a Karl Yens.
V roce 1919 začala vystavovat s Caroline Bowlesovou, Helenou Dunlapovou, Williamem Cahillem, Edouardem Vsykalem a Luvena Buchanan pod názvem California Progressive Group.

### New York City a návrat do Los Angeles: 1920–1926
V roce 1920 se přestěhovala do New Yorku a pracovala ve studiu na West 57th Street. Během této doby se její práce radikálně změnila, přešla od malířských scén každodenního života k pestrým detailním abstrakcím. Změna stylu může být výsledkem účinku jiných modernistů pracujících v New Yorku, jako byli například Arthur Dove, Charles Demuth nebo Georgia O 'Keeffe. V roce 1923 Shore a O'Keeffe vystavovali ve stejném měsíci, Shore v Galerii Ehrich a O'Keeffe v Galerii Anderson. Kritici zhodnotili obě výstavy a našli podobnosti v jejich pracích – abstrahované přírodní scény a ženskou citlivost. Redukce její práce k jejímu pohlaví ji hluboce obtěžovala. Shore vyjadřovala metafyzická témata přes začlenění východní filozofie a theosofie. V roce 1923 se Shore vrátila do Los Angeles, kde pokračovala v práci a výstavách. Otevřela galerii s restaurací pod názvem Studio Inn.

### Ed Weston a Mexiko: 1927–1930

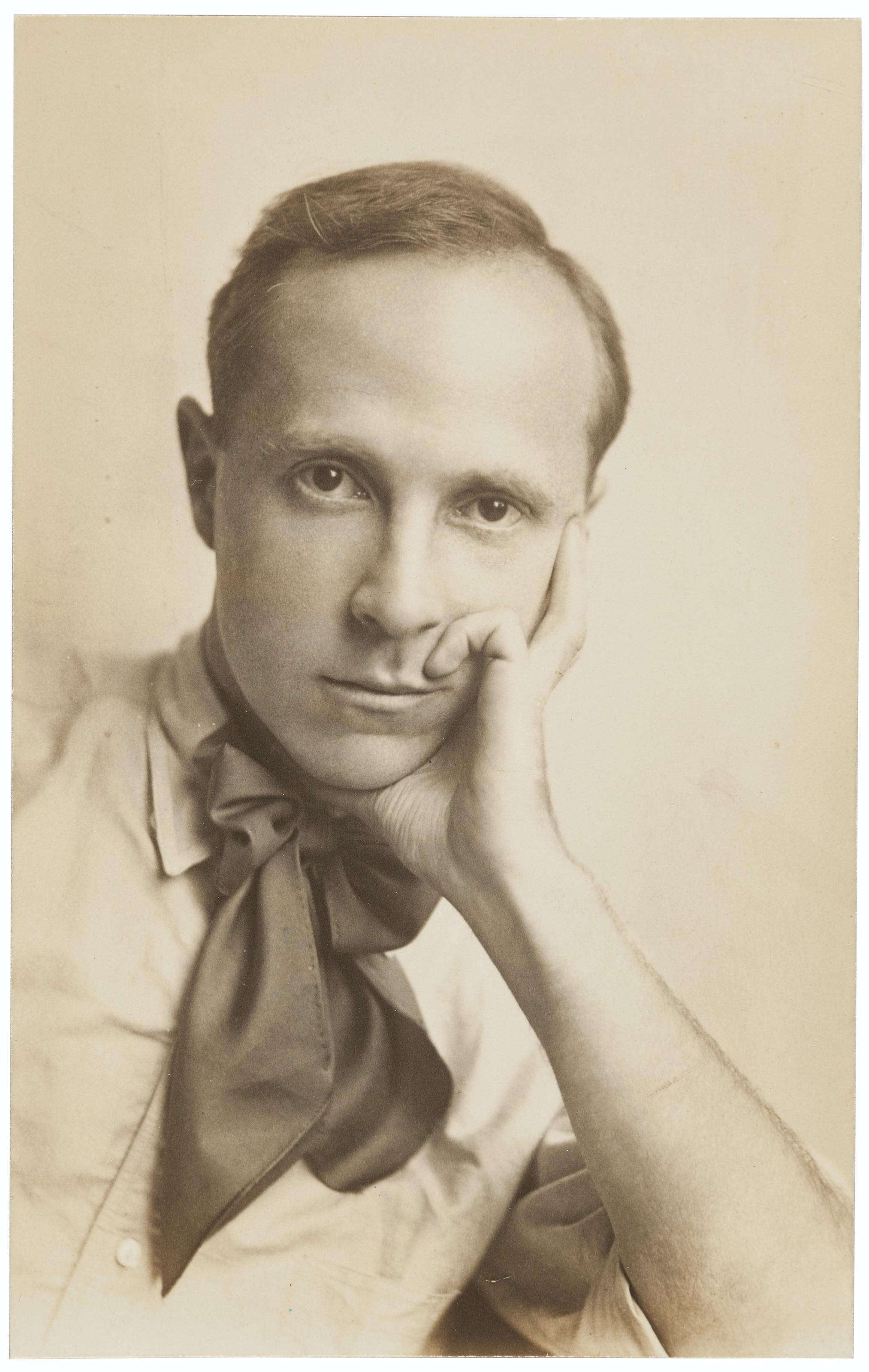
Fotograf Edward Weston, asi 1914, autor: Rae Davis

V roce 1927 byla představena fotografovi Edwardu Westonovi. Weston byl zasažen jeho prvním střetnutím s prací Shore. Rychle se stali blízkými přáteli. Shore byla starší – 47 let k jeho 40 a v té době mnohem více zavedená umělkyně. Weston požádal Henriettu, aby pro něj okomentovala fotografie aktů tanečnice Berthy Wardellové. Jedna z této série, její klečící postava uříznutá v ramenou, je jednou z nejznámějších Westonových studií. A byl překvapen její čestnou kritikou:
| „                 | Přála bych si, abys už nedělal tolik aktů, zvykáš si na ně, subjekt Tě už nepřekvapuje – většina z nich jsou jen akty. | “ |
| — Henrietta Shore | |   |

Chtěl se podívat na její malby a zaujaly ho její velké obrazy mořských mušlí. Zapůjčil si od ní několik ulit, myslel si, že by mohl najít nějakou inspiraci pro novou sérii zátiší. V příštích několika týdnech prozkoumal mnoho různých druhů ulit a kombinací pozadí; ve svém záznamu fotografií pořízených v roce 1927 uvedl čtrnáct negativů ulit. Jeden z nich jednoduše nazval Nautilus (někdy také Shell, 1927), který se stal jedním z jeho nejslavnějších obrazů. Modotti nazvala obraz „mystický a erotický“ a když Nautila ukázal Renému d'Harnoncourtovi, řekl, že se cítí „slabý v kolenou.“ Je známo, že Weston zhotovil nejméně dvacet osm zvětšenin, víc, než z jakéhokoliv jiné fotografie.
Na Westonovo naléhání, Shore se svou přítelkyní Helenou Dunlopovou odcestovaly do Mexika. A právě v Mexiku poprvé poznala litografii, médium, se kterým pracovala i po svém návratu do Kalifornie. Pobyt v Mexiku určitě ovlivnil její práci, jak je vidět na obrazech, jako jsou Women of Oaxaca, ve kterých řada žen v tradičním oblečení Tehuantepec nosí na hlavách černé nádoby na vodu.

### Carmel: 1928–1950
Shore se na konci 20. let přestěhovala do Carmel-by-the-Sea v Kalifornii, tehdy významné umělecké kolonie a letovisko, následovala ve stopách Edwarda Westona. Přirozená krása Carmelu poskytovala Shoreové bohatou inspiraci. V létě 1928 představilo Studio Johana Hagemeyera v Carmelu její samostatnou výstavu, doprovázenou programem moderní norské hudby. Hlavní retrospektiva jejích obrazů se objevila na podzim 1930 v Carmel's Denny-Watrous Gallery, o dva roky později na „Portfolio Exhibition“ a na „Black & White Show“ sponzorované Asociací Carmel Art. V únoru 1934 se připojila ke kolegům carmelských umělců Stanleymu Woodovi a Johnu O'Sheaovi a věnovala své obrazy k prodeji originálního umění na podporu kontroverzního Scottsboro Defence Fund, který měl falešně obvinit za znásilnění devět černochů. Ve stejném roce vystavovala místní scény na výstavě Exhibition of Public Works of Art ve Washingtonu a San Francisku. Během tohoto období vystavovala na Legion of Honor a v Young Muzeu. Prezentovala svá díla také v New Yorku a Paříži. I přes tyto výstavy, Shore během velké hospodářské krize bojovala finančně a upadla do relativního neznáma, zatímco Weston začal dosahovat slávy. Jako mnoho umělců během této doby, Shore se spoléhala na příjmy z vládních zakázek. V roce 1936 obdržela provizi za šest nástěnných maleb ze sekce výtvarných umění ministerstva financí. Tyto nástěnné malby, podobně jako mnoho jiných pro WPA, se zaměřují na scény s tématem průmyslu a práce. Shore namalovala čtyři lunety pro poštu v Santa Cruz: Rybářský průmysl, vápencový lom nebo pěstování artyčoku. Na poštovním úřadu ve starém Customhouse v Monterey namalovala sběrače artyčoků Monterey Bay 1880–1910. Tyto nástěnné malby byly její poslední prominentní díla.

### Stáří a smrt: 1950–1963
Poslední léta strávila Shore v chudobě. Musela prodat své fotografie od Westona, aby přežila a trpěla více a více depresemi. Někdy v pozdních padesátých letech ji její sousedé institucionalizovali. Její velmi drahá přítelkyně Jehanne Bietry Salingerová o této věci řekla: „někteří takzvaní dobrodinci šli do jejího ateliéru, zjistili, že je neuspořádaný a nechali Henriettu zavřít do léčebny. Kdybych byla v Carmelu, nikdy bych to nedovolila, protože v žádném případě nebyla šílená. Stále na to nemohu myslet, aniž bych nebyla zkroušená.“ Shore zemřela v roce 1963 ve věku 83 let v psychiatrické léčebně v San José v Kalifornii.

## Dědictví
Na rozdíl od Edwarda Westona nebo Georgie O'Keeffe, Henrietta Shore a její práce upadly po její smrti většinou v zapomnění. Posmrtnou výstavu jejích děl uspořádala Carmel Art Association. Její neprodané práce byly rozděleny mezi její žijící synovce, Osborna Shore Hollinrake a Wendalla Shore.

## Dílo (výběr)
- Girl in Furs, asi 1908, National Gallery of Canada, olej na plátně, mounted on hardboard, 81.4 x 63.6 cm, Purchased 1997National Gallery of Canada (no. 39041)[24]
- Women of Oaxaca, undated, lithograph on paper, MMA Acquisition purchase fund, 1978.272[25]
- The Promenade, Centre Island, Toronto, asi 1911, olej na plátně, 44,4 × 76,7 cm (17,5 × 30,2 in), Purchased 1997, National Gallery of Canada (no. 39040)[26]
- Negro Woman and Two Children, c. 1916, olej na plátně, 137.8 x 113.6 cm, Purchased 1918, National Gallery of Canada (no. 1504)
- Gloxinia by the Sea, 1930–1935, olej na plátně, soukromá sbírka[27]
- The Artichoke Pickers, 1936–1937, California Department of Parks and Recreation[28]